# Яковенково (Крым)
Якове́нково (до 1948 года Кыз-Ау́л; укр. Яковенкове, крымскотат. Qız Avul, Къыз Авул) — село в Ленинском районе Республики Крым, входит в состав Заветненского сельского поселения (согласно административно-территориальному делению Украины — Заветненского сельсовета Автономной Республики Крым).

## Население
| 2001 | 2014 |
| ---- | ---- |
| 142  | ↘107 |

Всеукраинская перепись 2001 года показала следующее распределение по носителям языка
| Язык             | Процент |
| ---------------- | ------- |
| русский          | 59.15   |
| крымскотатарский | 24.65   |
| украинский       | 15.49   |
| другие           | 0.7     |

### Динамика численности
| - 1805 год — 41 чел. - 1864 год — 64 чел. - 1889 год — 335 чел. - 1892 год — 164 чел. - 1902 год — 178 чел. - 1915 год — 119/89 чел. | - 1926 год — 379 чел. - 1989 год — 311 чел. - 2001 год — 142 чел. - 2009 год — 113 чел. - 2014 год — 107 чел. |

## Современное состояние

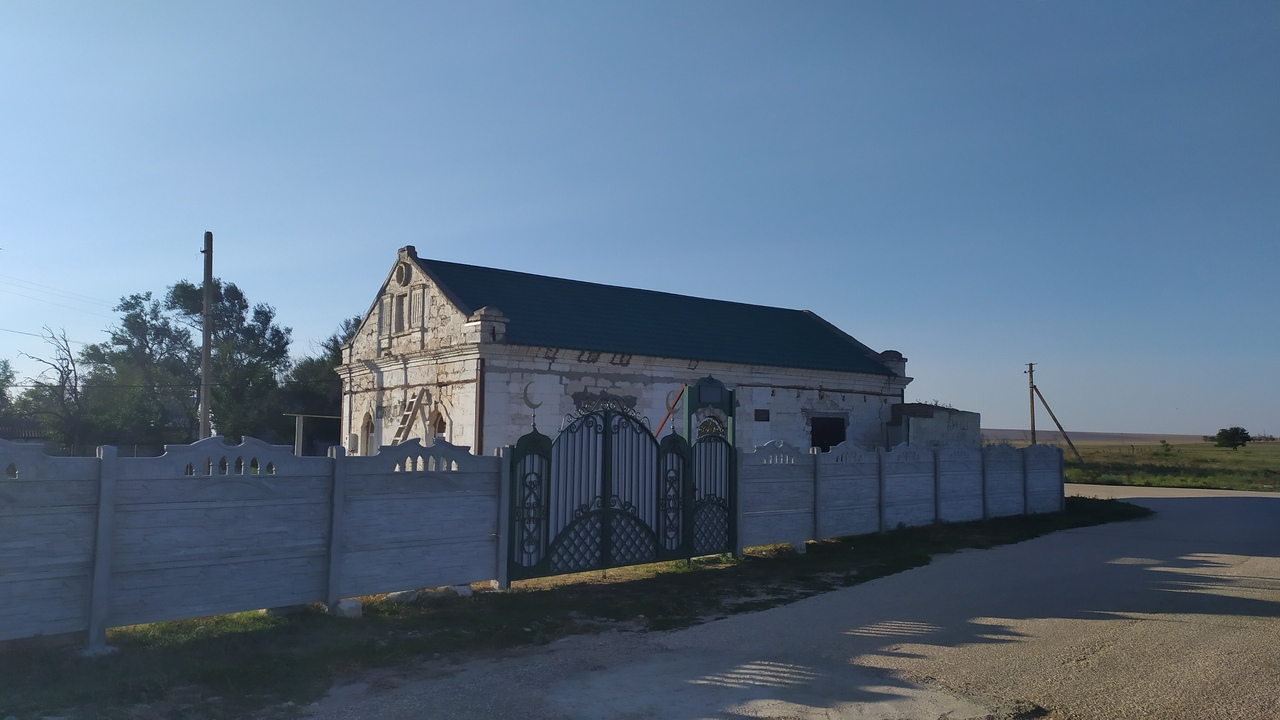
Мечеть «Кыз-Авул джамиси» в 2020 году после начала реставрации

Согласно КЛАДР России, на 2017 год в Яковенково числится 14 улиц и 1 переулок, при этом сервис Яндекс.Карты показывает 4 улицы; на 2009 год, по данным сельсовета, село занимало площадь 156,6 гектара на которой, в 63 дворах, проживало 113 человек. В селе имеется, пока не действующая, мечеть «Кыз-Авул джамиси» 1914 года постройки. Яковенково связано автобусным сообщением с Керчью и соседними населёнными пунктами, курорт. В селе находится памятник на братской могиле воинов 44-й армии и Приморской армии, погибших у села в 1942 и 1944 году в ходе Керченско-Эльтигенской операции и при освобождении Крыма (на памятнике высечено 3 фамилии). Постановлением Совета министров Республики Крым № 627 от 20 декабря 2016 года отнесённый к категории объектов культурного наследия России.

## География
Яковенково расположено на юго-востоке района и Керченского полуострова, в менее чем 0,5 км от берега Чёрного моря, в неглубокой долине маловодной реки Камыш-Джилга (она же Чит-Оба), высота центра села над уровнем моря 15 м.
Расстояние до районного центра Ленино примерно 68 километров (по шоссе) на юго-восток, ближайшая железнодорожная станция — Керчь — около 44 километров. Транспортное сообщение осуществляется по региональной автодороге 35Н-323 от шоссе 35Н-321 (по украинской классификации — С-0-10816). В 6 км западнее села находятся гора Опук, у подножия которой расположен древнегреческий город Киммерик, Опукский биосферный заповедник и Кояшское розовое озеро.

## История
Первое документальное упоминание села встречается в Камеральном Описании Крыма… 1784 года, судя по которому, в последний период Крымского ханства Хаз Аул входил в Дин Керченский кадылык Кефинского каймаканства. После присоединения Крыма к России (8) 19 апреля 1783 года, (8) 19 февраля 1784 года, именным указом Екатерины II сенату, на территории бывшего Крымского Ханства была образована Таврическая область и деревня была приписана к Левкопольскому, а после ликвидации в 1787 году Левкопольского — к Феодосийскому уезду Таврической области. После Павловских реформ, с 1796 по 1802 год, входила в Акмечетский уезд Новороссийской губернии. По новому административному делению, после создания 8 (20) октября 1802 года Таврической губернии, Кыз-Аул был включён в состав Акмозской волости Феодосийского уезда.
По Ведомости о числе селений, названиях оных, в них дворов… состоящих в Феодосийском уезде от 14 октября 1805 года , в деревне Казаул числилось 6 дворов и 41 житель. На военно-топографической карте генерал-майора Мухина 1817 года деревня Коз аул обозначена с 8 дворами. После реформы волостного деления 1829 года Кельяк, согласно «Ведомости о казённых волостях Таврической губернии 1829 года», отнесли к Чурубашской волости (переименованной из Аккозской). На карте 1836 года в деревне 8 дворов, а на карте 1842 года Каз-Аул обозначен условным знаком «малая деревня», то есть, менее 5 дворов.
В 1860-х годах, после земской реформы Александра II, деревню приписали к Сарайминской волости. Согласно «Списку населённых мест Таврической губернии по сведениям 1864 года», составленному по результатам VIII ревизии 1864 года, Каз-Аул — общинная татарская деревня с 15 дворами, 64 жителями и мечетью при колодцах. По обследованиям профессора А. Н. Козловского начала 1860-х годов, в селении «имеется хорошая пресная вода» в колодцах глубиной 1—5 саженей (от 2 до 10 м). Также имелись ауты, которые с наступлением лета высыхали (Аут — небольшой пруд в степном Крыму, наполнявшийся дождевой и талой водой). На трёхверстовой карте Шуберта 1865—1876 года в деревне Каз-Аул обозначено 26 дворов. По «Памятной книге Таврической губернии 1889 года», по результатам Х ревизии 1887 года, в деревнях Бешаул и Казаул вместе числилось 60 дворов и 335 жителей. По «…Памятной книжке Таврической губернии на 1892 год» в Казауле, входившем в Сарайминское сельское общество, числилось 36 жителей в 1 домохозяйстве, а в безземельном Казауле, не входившем в сельское общество — 128 жителей, домохозяйств не имеющих. На верстовой карте Крыма 1896 года в селении обозначено 80 дворов с татарским населением и мечеть. По «…Памятной книжке Таврической губернии на 1902 год» в деревне Коз-Аул, входившей в Сарайминское сельское общество, числилось 178 жителей в 3 домохозяйствах. По Статистическому справочнику Таврической губернии. Ч.II-я. Статистический очерк, выпуск пятый Феодосийский уезд, 1915 год, в деревне Казаул Сарайминской волости Феодосийского уезда числилось 40 дворов (7 дворов с землёй, 33 — безземельные) с немецким населением в количестве 119 человек приписных жителей и 89 «посторонних», из которых 109 мужчин и 99 женщин. Жители владели 1808 десятинами удобной земли. В хозяйствах имелось 138 лошадей, 30 волов, 65 коров и 1020 голов овец, свиней, или коз.

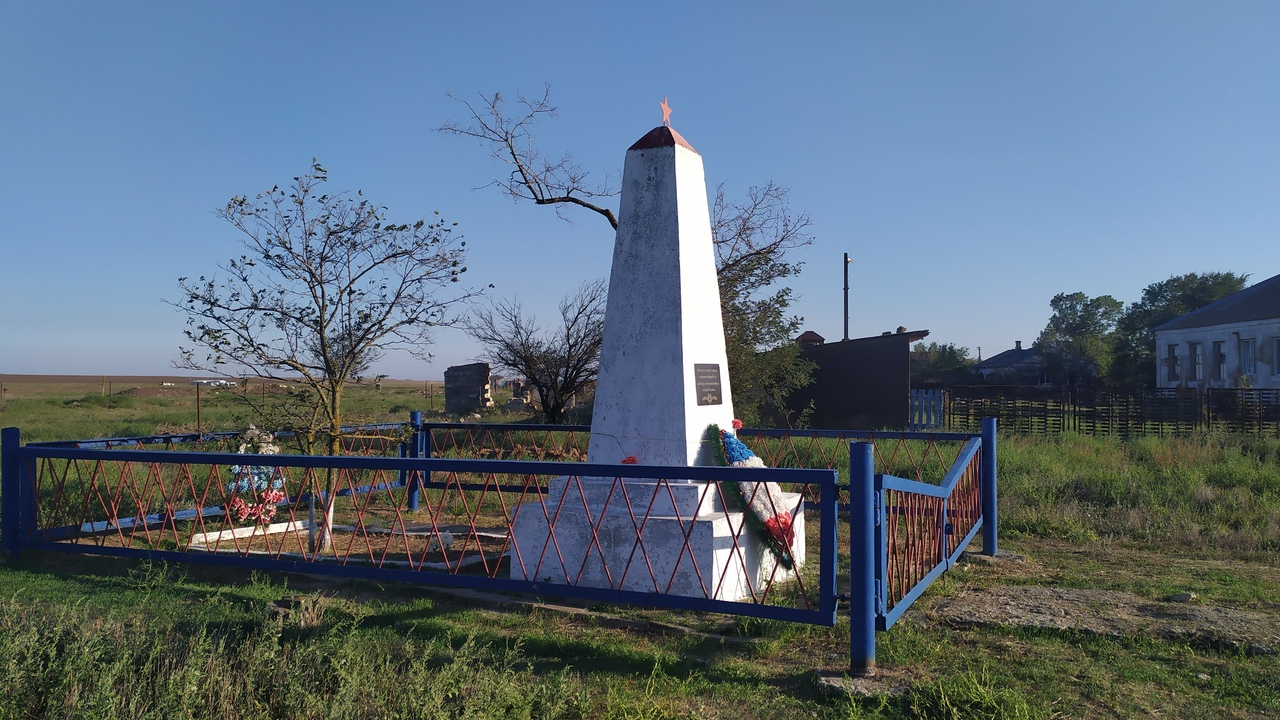
Братская могила советских воинов

После установления в Крыму Советской власти, по постановлению Крымревкома, 25 декабря 1920 года из Феодосийского уезда был выделен Керченский (степной) уезд, а, постановлением ревкома № 206 «Об изменении административных границ» от 8 января 1921 года была упразднена волостная система и в составе Керченского уезда был создан Керченский район в который вошло село (в 1922 году уезды получили название округов. 11 октября 1923 года, согласно постановлению ВЦИК, в административное деление Крымской АССР были внесены изменения, в результате которых округа были отменены и основной административной единицей стал Керченский район в который вошло село, в который включили село. Согласно Списку населённых пунктов Крымской АССР по Всесоюзной переписи 17 декабря 1926 года, в селе Киз-Аул Яныш-Такилского сельсовета (в котором село состояло всю дальнейшую историю) Керченского района имелось 87 дворов, все крестьянские, население составляло 379 человек (188 мужчин и 201 женщина). В национальном отношении учтено 318 татар, 33 русских, 21 украинец, 11 белорусов, 6 армян, действовала татарская школа. Постановлением ВЦИК «О реорганизации сети районов Крымской АССР» от 30 октября 1930 года (по другим сведениям 15 сентября 1931 года) Керченский район упразднили и село включили в состав Ленинского, а, с образованием в 1935 году Маяк-Салынского района (переименованного 14 декабря 1944 года в Приморский) — в состав нового района. На подробной карте РККА Керченского полуострова 1941 года в Казауле обозначено 58 дворов.
В 1944 году, после освобождения Крыма от фашистов, согласно постановлению ГКО № 5859 от 11 мая 1944 года, 18 мая крымские татары были депортированы в Среднюю Азию. 12 августа 1944 года было принято постановление № ГОКО-6372с «О переселении колхозников в районы Крыма» и в сентябре того же года в район приехали первые новоселы 204 семьи из Тамбовской области, а в начале 1950-х годов последовала вторая волна переселенцев из различных областей Украины. С 25 июня 1946 года Киз-Аул в составе Крымской области РСФСР. Указом Президиума Верховного Совета РСФСР от 18 мая 1948 года, Киз-Аул переименовали в Яковенково. Село получило название в память о Герое Советского Союза, сержанте Приморской армии Ильи Яковенко, погибшем 20 ноября 1943 года в бою за село Катерлез при Освобождении Крыма. 26 апреля 1954 года Крымская область была передана из состава РСФСР в состав УССР. Указом Президиума Верховного Совета УССР «Об укрупнении сельских районов Крымской области», от 30 декабря 1962 года Приморский район был упразднён и вновь село присоединили к Ленинскому. По данным переписи 1989 года в селе проживало 311 человек. С 12 февраля 1991 года село в восстановленной Крымской АССР, 26 февраля 1992 года переименованной в Автономную Республику Крым. С 21 марта 2014 года в составе Крыма аннексировано Россией.

## Факты
9 августа 2018 года на одном из участков некрополя Кыз-Аул, было обнаружено массовое захоронение людей времён Хазарского каганата, сваленных в кучу. Некоторые из них лежали в неестественных позах, всего найдено более десяти таких скелетов. Некрополь Кыз-Аул, где ведутся раскопки, археологи называют «многоэтажным кладбищем»